# Аврамовский, Силян
Силян Аврамовский (макед. Силјан Аврамовски; родился 10 апреля 1960 года, Скопье, Народная Республика Македония, СФРЮ) — македонский государственный деятель, бывший министр внутренних дел. Знает французский и английский языки.

## Биография
Аврамовский родился 10 апреля 1960 года в Скопье. В 1983 году окончил факультет безопасности Университета Св. Кирилла и Мефодия в Скопье. После окончания учебы устроился на работу в Министерство внутренних дел, где постепенно продвигался по службе, выполняя несколько функций. Сначала работал стажером в отделении Службы государственной безопасности (СГБ) в Скопье, инспектором в Карпосе, а затем главным инспектором Второго управления по борьбе с международным и внутренним терроризмом СГБ.
Затем Аврамовский занимал должность помощника начальника Второго управления по противодействию международному и внутреннему терроризму СГБ, а после стал начальником управления контрразведки в Дирекции безопасности и контрразведки (ДБК), а также помощником директора Управления безопасности и контрразведки (УБК) по оперативным вопросам. После нескольких лет работы в ДБК и УБК, с 3 февраля 2003 года Аврамовский занял должность директора Управления безопасности и контрразведки. Со 2 июня 2004 года по 17 декабря 2004 г. Аврамовский был министром внутренних дел Македонии в правительстве Хари Костова. Затем был назначен директором Управления безопасности и контрразведки МВД. Занимал эту должность до 2006 года.
После 2006 года, во время правления Николы Груевского и руководства Сашо Миялкова в УБК, занимал должность заместителя директора УБК. Был председателем рабочей группы по реализации реформ в системе мониторинга связи.
В 2013 году Аврамовски находился под следствием по делу о слежке за организаторами студенческих протестов и членами молодежной организации ВМРО-ДПМНЕ в 1997 году, когда Аврамовский был главой Первого управления УБК. 3 октября 2013 года люстрационная комиссия пришла к выводу, что он совершал или одобрял действия, нарушающие основные права человека и свободы граждан по идейно-политическим мотивам. На основании иска Аврамовского 21 апреля 2016 года Административный суд отменил решение люстрационной комиссии. 12 декабря 2016 года Высший административный суд отклонил апелляционную жалобу комиссии, поданную на решение Административного суда, как недопустимую.
В 2018 году Аврамовский был одним из главных претендентов на должность директора Оперативно-технического агентства (ОТА) — независимого и самостоятельного государственного органа, которому будет передано оборудование для прослушивания УБК после скандалов с незаконным прослушиванием телефонных разговоров